# A mobil (könyv)
A mobil (Cell) Stephen King amerikai író 2006-ban megjelent apokaliptikus horror-regénye. Magyarul először az Európa Könyvkiadónál jelent meg a regény, Bihari György fordításában, 2006-ban.

## Cselekmény
|  | Alább a cselekmény részletei következnek! |

Egy rejtélyes, mobilhálózaton keresztül terjesztett jel következtében minden éppen akkor telefonáló elveszíti emberi mivoltát és értelmi képességeit. Az így manipulált emberek megvadulnak, egymásnak esnek vagy önmaguk ellen fordulnak, többen kegyetlenül legyilkolják embertársaikat. Hamarosan őrjöngő-vérengző félőrültek töltik meg az utcákat.
Három túlélő Boston városából megindul észak felé, és útközben megfigyeli a „zombik” magatartását, akik kezdetben őrültként viselkednek, majd elkezdenek szerveződni.
|  | Itt a vége a cselekmény részletezésének! |

## Érdekességek
A regény egyik szereplője, Ray Huizenga (a „zombik” egyik falkájának lemészárlója) úgy került a műbe, hogy testvére, Pam Alexander egy külön erre a célra kiírt aukción 20 000 dollárt fizetett ezért az egyedülálló lehetőségért, amelyet ajándéknak szánt a testvérének.

## Magyarul
- A mobil; ford. Bihari György; Európa, Bp., 2006

## Filmadaptáció
Tod Williams rendezésében, John Cusack és Samuel L. Jackson főszereplésével 2013-ban forgatták le a történet filmadaptációját, mely várhatóan 2016 júliusában kerül a mozikba.